# HMS Shropshire (73)
O HMS Shropshire foi um cruzador pesado operado pela Marinha Real Britânica e a décima primeira embarcação da Classe County. Sua construção começou em fevereiro de 1927 na William Beardmore and Company e foi lançado ao mar em julho de 1928, sendo comissionado na frota britânica em setembro do ano seguinte. Era armado com uma bateria principal composta por oito canhões de 203 milímetros montados em quatro torres de artilharia duplas, tinha um deslocamento carregado de mais de quinze mil toneladas e alcançava uma velocidade máxima de 31 nós.
O Shropshire passou toda sua carreira em tempos de paz atuando no Mar Mediterrâneo, envolvendo-se nas respostas britânicas à Segunda Guerra Ítalo-Etíope e Guerra Civil Espanhola. Com o início da Segunda Guerra Mundial em 1939, o cruzador foi primeiro enviado para patrulhar o sul do Oceano Atlântico, mas logo transferido para o Oceano Índico. Nesta região participou de operações contra a Somalilândia Italiana e da escolta de comboios. Permaneceu no Índico por um ano e então retornou para o Atlântico, onde atuou até ser decidido transferi-lo para a Marinha Real Australiana.
Foi comissionado no serviço australiano em abril de 1943 como HMAS Shropshire. Pelos anos seguintes a embarcação deu suporte para diversas operações das Campanhas da Nova Britânia, Ilhas do Almirantado, Nova Guiné e Filipinas, incluindo as Batalhas do Cabo Gloucester, Golfo de Leyte e Luzon. O navio também esteve presente na Baía de Tóquio durante a Rendição do Japão em 2 de setembro de 1945. Depois da guerra o Shropshire foi ainda usado como navio-escola até ser descomissionado em novembro de 1949, permanecendo inativo até ser desmontado em 1954.